# Marcelin (Szczecinek)
Marcelin - peryferyjnie położone osiedle domków jednorodzinnych we wschodniej części Szczecinka. Dojechać tam można drogą krajową nr 20 w kierunku Słupska i autobusem linii 14 komunikacji miejskiej. Osiedle graniczy z wsią Marcelin. 